# 金城宰之左
金城 宰之左（きんじょう すずのすけ、1986年8月27日 - ）は、沖縄県宜野湾市出身の元プロ野球選手（投手）。

## 来歴・人物
中部商高では2年秋からエースとして活躍し、3年第86回全国高等学校野球選手権大会に出場。初戦にて山形県の酒田南に敗れる。
2004年のドラフト会議で広島東洋カープに7巡目で指名され、入団。
入団時の持ち球はストレートとカーブだけだったものの、ブルペン捕手のマルテによりスライダーを2006年に習得。しかし、4年間で一度も一軍で登板することはなかった。
2008年10月に球団より戦力外通告を受け退団。
「宰之左」という名前は、漫画「赤胴鈴之助」から命名されたもので人に名前を覚えてもらえるようにということからつけられた。

## 詳細情報

### 年度別投手成績
- 一軍公式戦出場なし

### 背番号
- 68 （2005年 - 2008年）